# Оланга (озеро)
Оланга (офиц. Оланге; мар. Олаҥгыер) — озеро на территории Куярского сельского поселения в юго-восточной части Медведевского района Марий Эл, Россия. Находится на Марийской низменности северо-восточнее посёлка Сурок.
Название озера представляет собой русскую адаптацию марийского Олаҥгыер, которое в переводе означает «Окунево озеро» или «Озеро, где водится много окуней».
По происхождению озеро карстовое. Имеет округлую форму диаметром 400 м. Максимальная глубина — 30 м. Находится на высоте 96 м над уровнем моря в болотистой лесной местности с преобладанием берёзы. К озеру ведут только лесные дороги.